# Problème difficile de la conscience

L'expression problème difficile de la conscience (Hard problem of consciousness), imaginée par David Chalmers, désigne le problème de l'origine des qualia, c'est-à-dire du contenu subjectif de l'expérience d'un état mental, lorsque cette question est abordée sous l'angle des neurosciences et des sciences cognitives.

## Exposé
Les problèmes difficiles de la conscience s'opposent aux « problèmes faciles » relatifs aux explications de la capacité de discerner, d'assimiler des informations, de rendre compte d'états mentaux, de l'attention, etc. Ces problèmes sont faciles, non parce qu'ils auraient reçu des solutions définitives et simples, mais parce que leurs solutions requièrent seulement de spécifier des mécanismes qui peuvent réaliser les différentes fonctions de la conscience. 
Les problèmes difficiles s'en distinguent du fait qu'ils « persistent même quand toutes les fonctions en question sont expliquées », c'est-à-dire que personne, selon le constat de Ned Block, n'est parvenu à en fournir la moindre explication.
Il existe plusieurs formulations du problème difficile :
- Pourquoi des processus physiques devraient-ils donner lieu à une riche vie intérieure ?
- Comment se fait-il que certains organismes sont des sujets de leurs expériences ?
- Pourquoi existe-t-il une conscience des informations sensibles ?
- Pourquoi les qualia existent-ils ?
- Pourquoi y a-t-il une dimension subjective de l'expérience ?
- Pourquoi ne sommes-nous pas des « zombies philosophiques » ?

Dans l'article Facing Up to the Problem of Consciousness (1995), Chalmers écrit :

« Il est indéniable que certains organismes sont des sujets d'expérience. Mais la question de savoir comment ces systèmes sont des sujets d'expérience est déroutante. Comment se fait-il que lorsque nos systèmes cognitifs s'engagent dans le traitement de l'information visuelle et auditive, nous avons une expérience visuelle ou auditive : la qualité du bleu profond, la sensation du Do moyen ? Comment expliquer pourquoi il y a quelque chose qui ressemble à une image mentale ou à l'expérience d'une émotion ? Il est largement admis que l'expérience découle d'une base physique, mais nous n'avons pas d'explication valable sur les raisons et la manière dont elle découle. Pourquoi le traitement physique devrait-il donner naissance à une vie intérieure riche ? Il semble objectivement déraisonnable qu'elle le fasse, et pourtant elle le fait. »